# Movses Karapetjan
Movses Karapetjan (* 2. ledna 1978 Jerevan) je bývalý arménský zápasník – klasik.

## Sportovní kariéra
Zápasení se věnoval od útlého dětství. Specializoval se na řecko-římský styl. V arménské mužské reprezentaci s pohyboval od roku 1998 ve váze do 69 kg. V roce 2000 se na olympijské hry v Sydney nekvalifikoval. Od roku 2002 startoval ve váze do 74 kg. V roce 2004 opět neuspěl v olympijské kvalifikaci a na olympijských hrách v Athénách nestartoval. Od roku 2007 se v reprezentaci neprosazoval na úkor mladého Arsena Džulfalakjana.

## Výsledky
| Turnaj             | 1995 | 1996 | 1997 | 1998 | 1999 | 2000 | 2001 | 2002 | 2003 | 2004 | 2005 | 2006 |
| Turnaj             | 17   | 18   | 19   | 20   | 21   | 22   | 23   | 24   | 25   | 26   | 27   | 28   |
| Turnaj             | -63  | -68  | -76  | -76  | -69  | -69  | -69  | -74  | -74  | -74  | -74  | -74  |
| ------------------ | ---- | ---- | ---- | ---- | ---- | ---- | ---- | ---- | ---- | ---- | ---- | ---- |
| Olympijské hry     |      | —    |      |      |      | —    |      |      |      | —    |      |      |
| Mistrovství světa  | —    |      | —    | —    | úč.  |      | —    | úč.  | úč.  |      | úč.  | úč.  |
| Mistrovství Evropy | —    | —    | —    | úč.  | úč.  | 3.   | 3.   | úč.  | —    | úč.  | 1.   | —    |
| MS juniorů         | —    | úč.  | úč.  | 4.   |      |      |      |      |      |      |      |      |
| ME juniorů         | 5.   | 3.   | 3.   | úč.  |      |      |      |      |      |      |      |      |